# Silvanac zeleni
Silvanac zeleni je vinska sorta grožđa podrijetlom je s područja Srednje Europe, gdje se sve više zamjenjuje sa sortom Müller-Thurgau, hibridom rajnskog rizlinga i plemenke bijele, poglavito u Njemačkoj.
Okus vina je ugodan, lagane arome i s izraženom kiselinom. Iako joj je priljepljen naziv priprostog, jednostavnog vina, na određenim područjima ova sorta jednostavno briljira, i tvori vina složenijeg i zanimljivijeg okusa. 
Ostali nazivi: Silvanac, Sylvaner, Silvaner, Sylvaner Riesling, Franken Riesling, Monterey Riesling, Sonoma Riesling, Johannisberger, Grüner Sylvaner, Osterreicher, Gentil Vert.

## Vanjske poveznice
- Mali podrum  Arhivirana inačica izvorne stranice od 28. rujna 2007. (Wayback Machine) - Silvanac zeleni; hrvatska vina i proizvođači